# 4-Metyloaminoreks
4-Metylaminoreks – wielofunkcyjny organiczny związek chemiczny, metylowa pochodna aminoreksu; substancja psychoaktywna o właściwościach stymulantu. Efekty jego działania opisywane są jako pośrednie między pemoliną a modafinilem.